# Mesa de San Antonio
Mesa de San Antonio är en ort i Mexiko.   Den ligger i kommunen Súchil och delstaten Durango, i den centrala delen av landet, 700 km nordväst om huvudstaden Mexico City. Mesa de San Antonio ligger 2 296 meter över havet och antalet invånare är 477.
Terrängen runt Mesa de San Antonio är kuperad. Runt Mesa de San Antonio är det mycket glesbefolkat, med 4 invånare per kvadratkilometer. Mesa de San Antonio är det största samhället i trakten. Omgivningarna runt Mesa de San Antonio är i huvudsak ett öppet busklandskap.